# Кеназ
| Название                  | Пра- германское | Древне- английское | Древне- скандинавское |
| ------------------------- | --------------- | ------------------ | --------------------- |
| Название                  | *Kauną?         | Cēn                | Kaun                  |
| Название                  | ?               | «факел»            | «язва»                |
| Форма                     | Старший футарк  | Футорк             | Младший футарк        |
| Форма                     |                 |                    |                       |
| Unicode                   | ᚲ U+16B2        | ᚳ U+16B3           | ᚴ U+16B4              |
| Транслитерация            | k               | c                  | k                     |
| Транскрипция              | k               | c                  | k, g                  |
| МФА                       | [k]             | [k], [c], [tʃ]     | [k], [g]              |
| Позиция в руническом ряду | 6               | 6                  | 6                     |

Ке́наз, Кано или Ка́уна (ᚲ) — шестой знак всех рунических алфавитов. Вероятно, восходит к северноэтрусскому знаку  или к староиталийской-этрусской букве 𐌂 (от которой, в том числе, произошла латинская буква C).

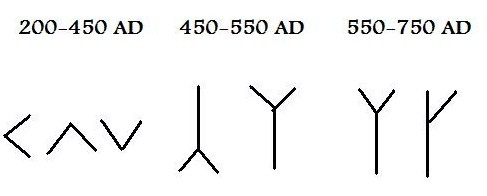
Эволюция руны Кеназ

## Старшие руны
Старшерунический знак ᚲ обозначал звук /k/ и, предположительно, иногда мог обозначать лабиализованный звук /kʷ/.
Имеет два реконструированных названия: кеназ — от прагерманского *kenaz «факел» и кауна — от прагерманского *kaunan — «язва».
Англосаксонская руна ᚳ (cēn, др.-англ «факел») обозначала звуки [k], [kʲ], [tʃ].

## Младшие руны
Младшерунический знак ᚴ (kauna — от др.-сканд. язва) обозначал звуки /k/, /g/, и /ŋ/.
Также от этой руны происходят две пунктированные руны — ᚴ (k), ᚵ (g), ᚶ (ŋ).

## Упоминания в рунических поэмах
Кеназ упоминается в трёх рунических поэмах — древненорвежской, древнеисландской и англосаксонской.
| Руническая поэма: | Перевод:                                                                                                   |
| Древненорвежская ᚴ Kaun er barna bǫlvan; bǫl gørver nán fǫlvan.                                                       | Язва смертельна для детей; смерть делает труп бледным.                                                     |
| Древнеисландская ᚴ Kaun er barna böl ok bardaga [för] ok holdfúa hús. flagella konungr.                               | Воспалённая рана — детское бедствие, и битвы [следы], и дом плоти гниющей.                                 |
| Англосаксонская ᚳ Cen byþ cƿicera gehƿam, cuþ on fyre blac ond beorhtlic, byrneþ oftust ðær hi æþelingas inne restaþ. | Факел известен каждому живому человеку у него бледное, яркое пламя; он всегда горит там, где сидят князья. |